# Tir als Jocs Olímpics d'estiu de 1976
Als Jocs Olímpics d'Estiu de 1976 celebrats a la ciutat de Mont-real (Canadà) es disputaren set proves mixtes de tir olímpic, una menys que en l'edició anterior. Les proves es realitzaren entre els dies 18 i 24 de juliol de 1974 a les instal·lacions de tir de Quebec.
Hi participaren un total de 334 tiradors, entre ells 8 dones, de 71 comitès nacionals diferents. Aquesta fou la primera vegada en què una dona aconseguí una medalla en aquesta disciplina, aconseguint Margaret Murdock la medalla de plata en la disciplina de Rifle en 3 posicions en la distància de 50 metres.

## Resum de medalles
| Prova                                     | Or                 | Argent            | Bronze             |
| Pistola ràpida 25 metres Detalls          | Norbert Klaar      | Jürgen Wiefel     | Roberto Ferraris   |
| Pistola lliure 50 metres Detalls          | Uwe Potteck        | Harald Vollmar    | Rudolf Dollinger   |
| Rifle en posició estesa 50 metres Detalls | Karlheinz Smieszek | Ulrich Lind       | Gennadi Lushikov   |
| Rifle en 3 posicions 50 metres Detalls    | Lanny Bassham      | Margaret Murdock  | Werner Lippoldt    |
| Blanc mòbil 10 metres Detalls             | Alexandr Gazov     | Alexandr Kediarov | Jerzy Greszkiewicz |
| Fossa Olímpica Detalls                    | Donald Haldeman    | Armando Silva     | Ubaldesco Baldi    |
| Skeet Detalls                             | Josef Panacek      | Eric Swimkels     | Wieslaw Gawlikowsk |

## Medaller
| Posició | País           | Or | Argent | Bronze | Total |
| 1       | RDA            | 2  | 2      | 0      | 4     |
| 2       | Estats Units   | 2  | 1      | 0      | 3     |
| 3       | RFA            | 1  | 1      | 1      | 3     |
| 3       | Unió Soviètica | 1  | 1      | 1      | 3     |
| 5       | Txecoslovàquia | 1  | 0      | 0      | 1     |
| 6       | Països Baixos  | 0  | 1      | 0      | 1     |
| 6       | Portugal       | 0  | 1      | 0      | 1     |
| 8       | Itàlia         | 0  | 0      | 2      | 2     |
| 8       | Polònia        | 0  | 0      | 2      | 2     |
| 9       | Àustria        | 0  | 0      | 1      | 1     |